# Mateus Norton
Mateus Norton, właśc. Mateus Norton Gomes Chaves (ur. 19 lipca 1996 w Campo Bom w stanie Rio Grande do Sul) – brazylijski piłkarz, grający na pozycji pomocnika.

## Kariera piłkarska

### Kariera klubowa
Wychowanek SE Aimoré, w barwach którego rozpoczął karierę piłkarską w roku 2016. Na początku 2017 został piłkarzem Fluminense FC. 4 marca 2019 zasilił skład ukraińskiej Zorii Ługańsk. 8 lutego 2020 za obopólną zgodą kontrakt został rozwiązany.